# Mit czystego Wehrmachtu

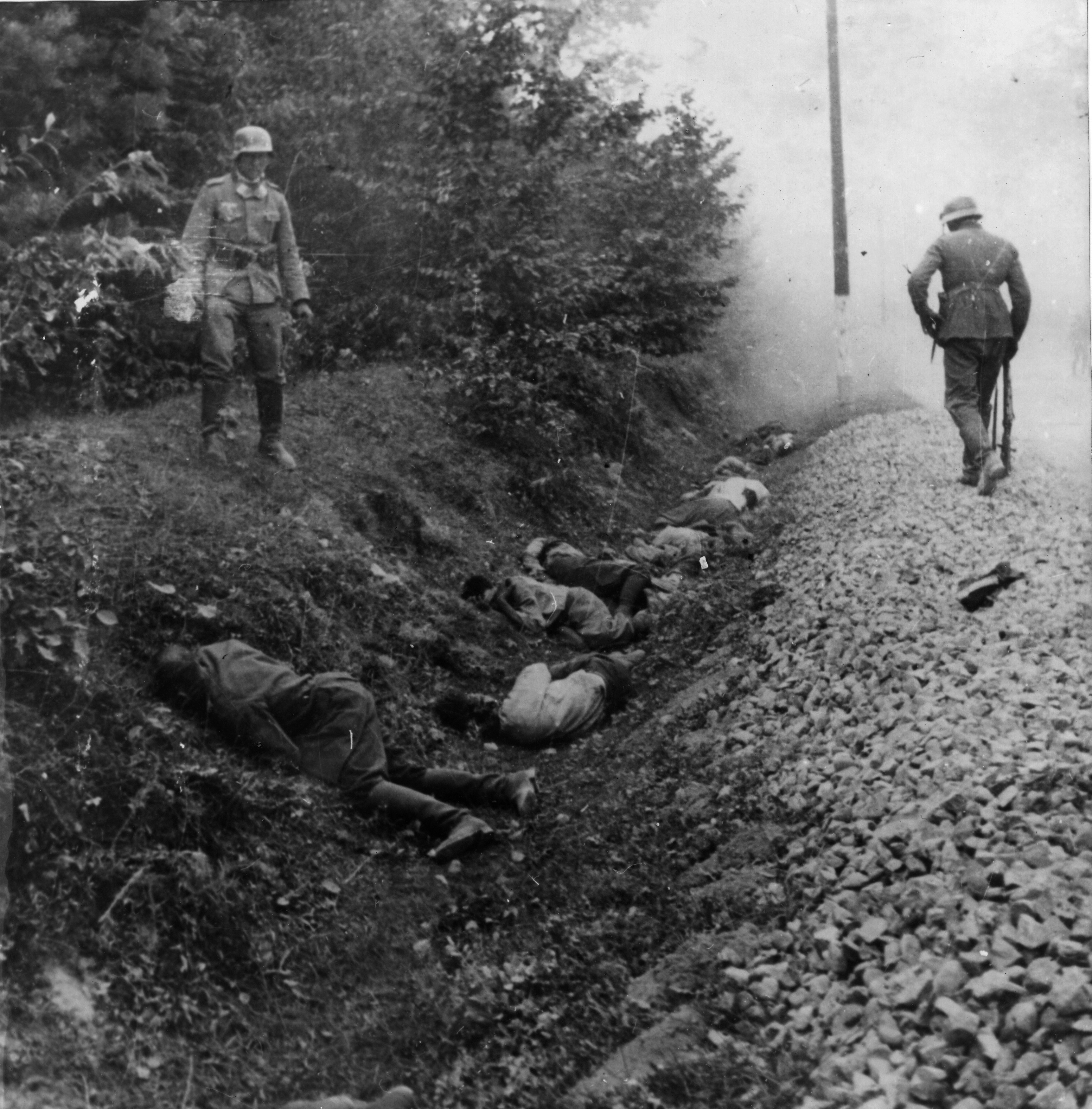
Do największych zbrodni wojennych Wehrmachtu w Polsce należy masakra 300 jeńców wojennych w Ciepielowie we wrześniu 1939

Mit czystego Wehrmachtu – błędne przekonanie, że regularne niemieckie siły zbrojne Wehrmacht nie były zaangażowane w Holocaust i inne zbrodnie wojenne podczas II wojny światowej.
Mit zaprzecza winie niemieckiego dowództwa wojskowego w planowaniu i przygotowywaniu zbrodni wojennych. Nawet tam, gdzie popełniono zbrodnie wojenne i prowadzono wojnę eksterminacyjną, szczególnie na froncie wschodnim – gdzie naziści postrzegali Słowian jako „podludzi” rządzonych przez  „żydowskich bolszewików” – przypisuje się te zbrodnie „partyjnym żołnierzom”, głównie oddziałom Schutzstaffel (SS), a nie regularnemu niemieckiemu wojsku.

## Źródła
1. ↑  Wolfram Wette, The Wehrmacht: History, Myth, Reality., Cambridge: Harvard University Press, 2007, s. 195–198, ISBN 978-0-674-02577-6.